# چالیا (فیلم ۱۹۷۳)
چالیا یا حقه‌باز (به هندی: Chhalia) فیلمی هندی محصول سال ۱۹۷۳ و به کارگردانی موکول دات است. در این فیلم بازیگرانی همچون ناوین نیشول، ناندا، شاتورگان سینها، آسرانی و هلن ایفای نقش کرده‌اند.